# Петросян, Маринэ
Маринэ Петросян (арм. Մարինե Պետրոսյան; род. 16 августа 1960, Ереван) — армянская поэтесса и публицист.

## Творческий путь
Начало творческого пути Маринэ Петросян совпадает с концом советского периода. Её стихи впервые появились в журнале «Гарун» в 1987 году, а первая книга стихов вышла в Ереване в 1993 году, уже после распада Советского Союза. Стихи, вошедшие в эту книгу, были переведены на французский поэтом Ваэ Годель, и в 1995 году французское издательство Comp’Act выпустило сборник Маринэ Петросян J’apporterai des pierres. Книга получила хорошие отзывы во французской прессе, в том числе в газете Le Monde, и издательство Comp’Act в 2003 году напечатало новый сборник поэтессы, Erevan, в которую вошли переведённые стихи из книги «Канонические истории» (Ереван, 1998).
С тех пор поэтесса опубликовала ещё три поэтических сборников в Ереване, притом последний, «Пистолет выстрелил», был напечатан за счет средств, полученных в результате подписки — беспрецедентный случай в армянской постсоветской практике. В 2015 году аргентинское издательство audisea. выпустило книгу Петросян «Disparó el arma», переведенная на испанский Алис Тер-Гевондян. Презентация книги прошла в Национальной библиотеке страны, в присутствии автора, которого известная газета Página/12 пригласила на интервью
Петросян пишет также литературоведческие эссе. Её эссе «Антипоэзия, или когда поэт не ищет алиби» вызвала жгучие споры в литературных кругах Армении. В ней «антипоэзия» (стихи, преднамеренно идущие вразрез с доминирующим представлением о поэзии) объявлялась новым и главным течением в армянской поэзии.
Маринэ Петросян широко известна в Армении также как публицист. В 2007—2009 годах она вела колонку в оппозиционной газете «Айкакан жаманак». Её статьи на острые социально-политические темы, написанные в напряжённейший период до и после президентских выборов 2008 года, были очень популярны в самых разных слоях армянского общества. Позже они были собраны в сборник эссе «Կարմիր աֆիշ» (Красная афиша). В 2007 г. «Айкакан жаманак» вручила премию «Тигран Айрапетян» Маринэ Петросян за статью «Почему не заканчивается война».

### Книги
- Բանաստեղծություններ, առաջին գիրք (Стихи, первая книга), Կոսսու, (1993)
- J’apporterai des pierres, Editions Comp’Act, (1995)
- Կանոնական պատմություններ (Канонические истории), Զանգակ, (1998)
- Erevan, Editions Comp’Act, (2003)
- Հայաստանի ծովափին (На побережье Армении), ակտուալ արվեստ, (2006)
- Una vegada a l’hivern, (Стихи Маринэ Петросян и Тиграна Паскевичяна на каталонском), Institució de les Lletres Catalanes, (2008)
- Կարմիր աֆիշ (Красная афиша), ակտուալ արվեստ, (2011)
- Սալաթ կրակոցներով (Салат с выстрелами), ակտուալ արվեստ, (2011)
- Ատրճանակը կրակեց (Пистолет выстрелил), ակտուալ արվեստ, (2014)
- Disparó el arma, audisea. Архивная копия от 19 ноября 2015 на Wayback Machine, (2015)